# Liste der Monuments historiques in Quint-Fonsegrives
Die Liste der Monuments historiques in Quint-Fonsegrives führt die Monuments historiques in der französischen Gemeinde Quint-Fonsegrives auf.

## Liste der Bauwerke
| Bezeichnung          | Beschreibung                              | Standort | Kennzeichnung | Schutzstatus | Datum | Bild |
| -------------------- | ----------------------------------------- | -------- | ------------- | ------------ | ----- | ---- |
| Maison Les Tourettes | Herrenhaus, erbaut im 18./19. Jahrhundert | (Lage)   | PA00094433    | Inscrit      | 1978  |      |